# Bischoffsheim (Familie)
Die Familie Bischoffsheim war eine Bankiersfamilie jüdischer Herkunft, deren Mitglieder zu verschiedenen Zeiten in Deutschland, Belgien, Niederlanden, Großbritannien und Frankreich ansässig waren. Ihr Begründer war Raphael Nathan Bischoffsheim (1773–1814), der aus Tauberbischofsheim im damaligen Kurfürstentum Mainz stammte – daher der Name der Familie – und sich als Hoffaktor und Heereslieferant des Kurfürsten von Mainz betätigte. Die Mainzer Familie war eng mit anderen jüdischen Bankiersfamilien aus ganz Europa verbunden, darunter Bamberger, Cassel, Goldschmidt, von Hirsch, Montefiore, Rothschild, Speyer und Stern. Die beiden Söhne von Raphael Nathan Bischoffsheim, Louis-Raphaël Bischoffsheim (1800–1873) und Jonathan-Raphaël Bischoffsheim (1808–1883) begründeten in den Niederlanden, Belgien, Frankreich und Großbritannien mehrere Banken. Hierzu zählt das 1848 in Paris gegründete Bankhaus Bischoffsheim, Goldschmidt & Cie, welches 1863 in der in Amsterdam ansässigen Nederlandsche Krediet- en Deposito-Bank (auf Französisch Banque de crédit et de dépôt des Pays-Bas) aufging. Letztere fusionierte 1872 mit der Banque de Paris zur Banque de Paris et des Pays-Bas, der heutigen BNP Paribas.

## Stammbaum
- Raphaël Nathan Bischoffsheim (1773–1814), Heereslieferant des Kurfürsten von Mainz[5]
  - Louis-Raphaël Bischoffsheim (1800–1873), Bankier, gründete um 1820 in Amsterdam die Bank Raphael Bischoffsheim & Co., gründete 1827 mit seinem Bruder Jonathan-Raphaël Bischoffsheim (1808–1883) und ihrem Schwiegervater Hayum-Salomon Goldschmidt (1772–1843) die Bank Bischoffsheim & Goldschmidt in Antwerpen (später Brüssel, Amsterdam, Paris, Frankfurt am Main und London), verheiratet mit Amalie Goldschmidt (1804–1887), Tochter von Hayum-Salomon Goldschmidt, Bankier, und Schwester von Benedikt Hayum Goldschmidt (1798–1873), Gründer der Bank B.H. Goldschmidt in Frankfurt am Main
    - Henri Louis Bischoffsheim (1829–1908), Bankier, verheiratet mit Clarissa Biedermann (1837–1922), Tochter von Joseph Biedermann (1809–1867), Hofjuwelier der Habsburger
      - Ellen Bischoffsheim (1857–1933), Politikerin, verheiratet mit William Cuffe, 4. Earl of Desart (1845–1898)
      - Amélie Bischoffsheim (1858–1947), verheiratet mit Maurice FitzGerald (1844–1916), 2. Baronet of Valentia

  - Amalia Bischoffsheim (1802–1877), verheiratet mit August Bamberger (1790–1858), Tuchhändler und Bankier
    - Rudolph Bamberger (1821–1900), Bankier und Abgeordneter, verheiratet mit Bertha Seligmann
      - Franz Bamberger (1855–1926), Bankier und Abgeordneter, verheiratet mit Anna Klara Levino (1865–1942)
        - Ludwig Bamberger (1892–1969), Filmregisseur

    - Ludwig Bamberger (1823–1899), Bankier, Mitbegründer der Deutschen Bank
    - Henri Bamberger (1826–1908), Bankier, Mitbegründer der Banque de Paris et des Pays-Bas, verheiratet mit Amalie von Hirsch, Schwester von Moritz von Hirsch (1831–1896).
    - Clara Bamberger, verheiratet mit Elias Landsberg (1820–1888)
      - Ernst Landsberg (1860–1927), Jurist, verheiratet mit Anna Silverberg (1878–1938)
        - Paul Ludwig Landsberg (1901–1944), Philosoph

    - Henriette Bamberger (–1894), verheiratet mit Michel Bréal (1832–1915), Philologe

  - Jonathan-Raphaël Bischoffsheim (1808–1883), Bankier, gründete 1827 mit seinem Bruder Louis-Raphaël Bischoffsheim (1800–1873) die Bank Bischoffsheim & Goldschmidt in Antwerpen, verheiratet mit Henriette Goldschmidt, Tochter von Hayum-Salomon Goldschmidt (1772–1843), Bankier, und Schwester von Benedikt Hayum Goldschmidt (1798–1873), Gründer der Bank B.H. Goldschmidt in Frankfurt am Main
    - Clara Bischoffsheim (1833–1899), verheiratet mit Moritz von Hirsch (1831–1896), Bankier und Unternehmer (u. a. Orientexpress), Gründer der Jewish Colonization Association
      - adoptiert Maurice Arnold de Forest-Bischoffsheim (1879–1968), britischer Flieger und Politiker

    - Regine Bischoffsheim (1834–1905), verheiratet mit Leopold Benedict Goldschmidt (1830–1904), Bankier, Enkel von Hayum-Salomon Goldschmidt (1772–1843), Bankier
    - Ferdinand-Raphaël Bischoffsheim (1837–1909), Bankier, verheiratet mit Mary Paine (1859–1900)
      - Maurice Bischoffsheim (1875–1904), Bankier, verheiratet mit Marie-Thérèse de Chevigné (1880–1963)
        - Marie-Laure Bischoffsheim (1902–1970), Philanthropin, verheiratet mit Charles de Noailles (1891–1981)

    - Hortense Bischoffsheim (1843–1901), verheiratet mit Georges Montefiore-Levi (1832–1906)

  - Clara Bischoffsheim (1810–1876), verheiratet mit Meyer Joseph Cahen d’Anvers (1804–1881), Bankier
    - Louis Raphaël Cahen d’Anvers (1837–1922), Bankier, verheiratet mit Louise de Morpurgo (1845–1926)
      - Robert Cahen d’Anvers (1871–1931), Bankier, verheiratet mit Sonia Warshawsky
        - Yvonne Cahen d’Anvers (1899–1977), verheiratet mit Anthony Gustav de Rothschild (1887–1961), Bankier
          - Siehe Rothschild

      - Irène Cahen d'Anvers (1872–1963), verheiratet mit Moïse de Camondo (1860–1935), Bankier
        - Siehe Camondo (Familie)